# Адам, Уильям (архитектор)
Уильям Адам (англ. William Adam; 3 октября 1689, Линктаун Эбботсхолл
(ныне Керколди, Файф) — 24 июня 1748, Эдинбург) — шотландский архитектор, каменщик, предприниматель, основоположник неоклассического стиля и законодатель архитектурной моды. Считался универсальным архитектором своего времени в Шотландии. Работал в переходном стиле от барокко к неоклассицизму. Отец архитекторов Джона, Роберта и Джеймса Адамов.

## Биография
Внук (по матери) Уильяма Кранстоуна, третьего лорда Кранстоуна.
К пятнадцати годам У. Адам окончил школу, затем обучался у сэра Уильяма Брюса. После этого, благодаря своему отцу-каменщику, начал осваивать искусство каменной кладки.
В 1714 году на паях с лэрдом Уильямом Робертсоном из Глэдни, организовал товарищество каменщиков, организовал кирпичное производство, получил крупный заказ от нидерландских заказчиков. В 1717 году стал членом Кёркэлдской гильдии каменщиков. После в течение трёх лет путешествовал по Франции и Нидерландам.
Уильям Адам был одним из передовых шотландских архитекторов своего времени, архитектурный стиль которого, восходящий к палладианству, был вдохновлен континентальной архитектурой. В течение всего творческого пути У. Адам успел спроектировать и построить множество загородных домов и общественных зданий, выступая в роли как подрядчика, так и архитектора.

## Проекты и постройки Уильяма Адама в Шотландии

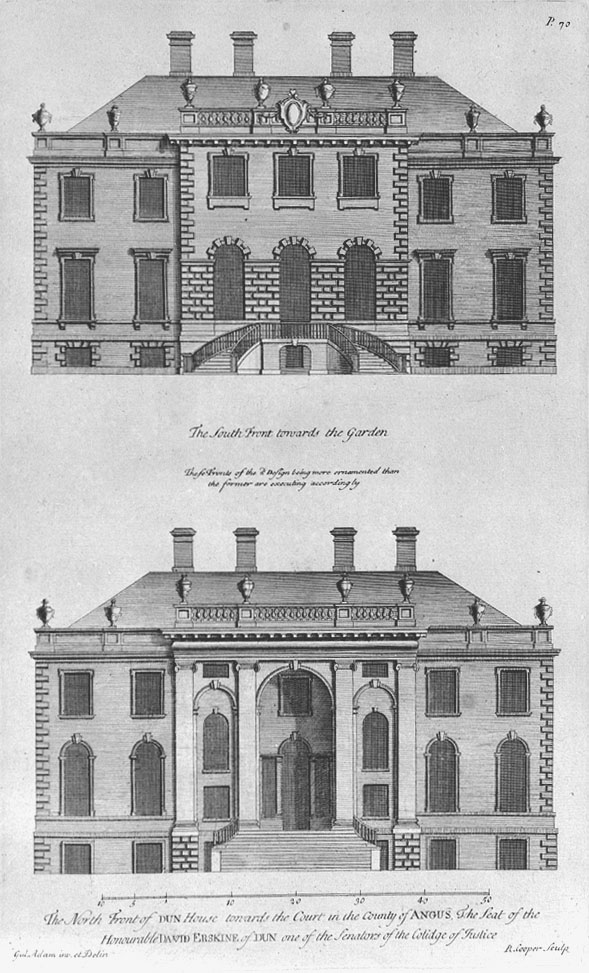
Дан-хаус. Проект. 1730
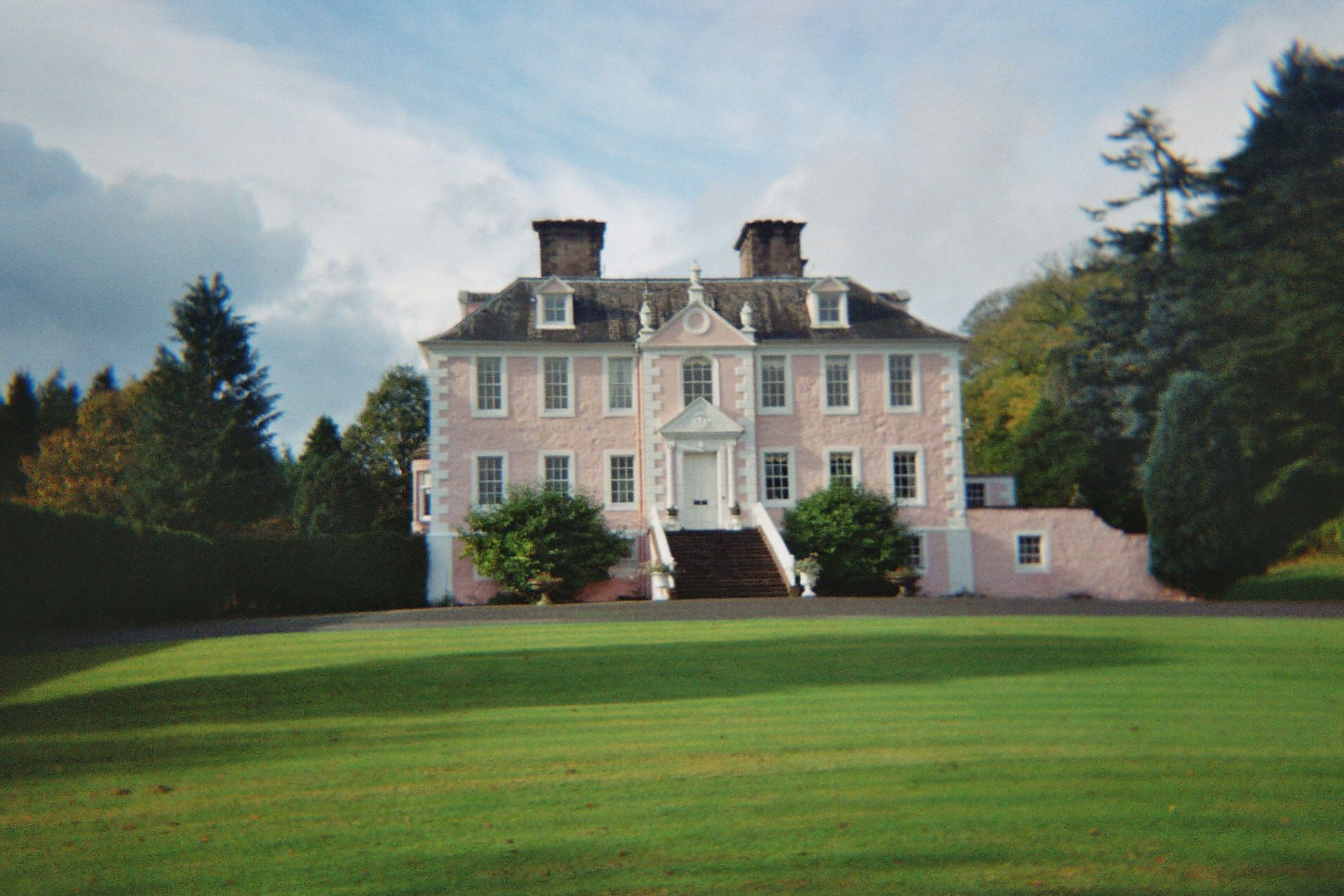
Крэйгдаррох-хаус
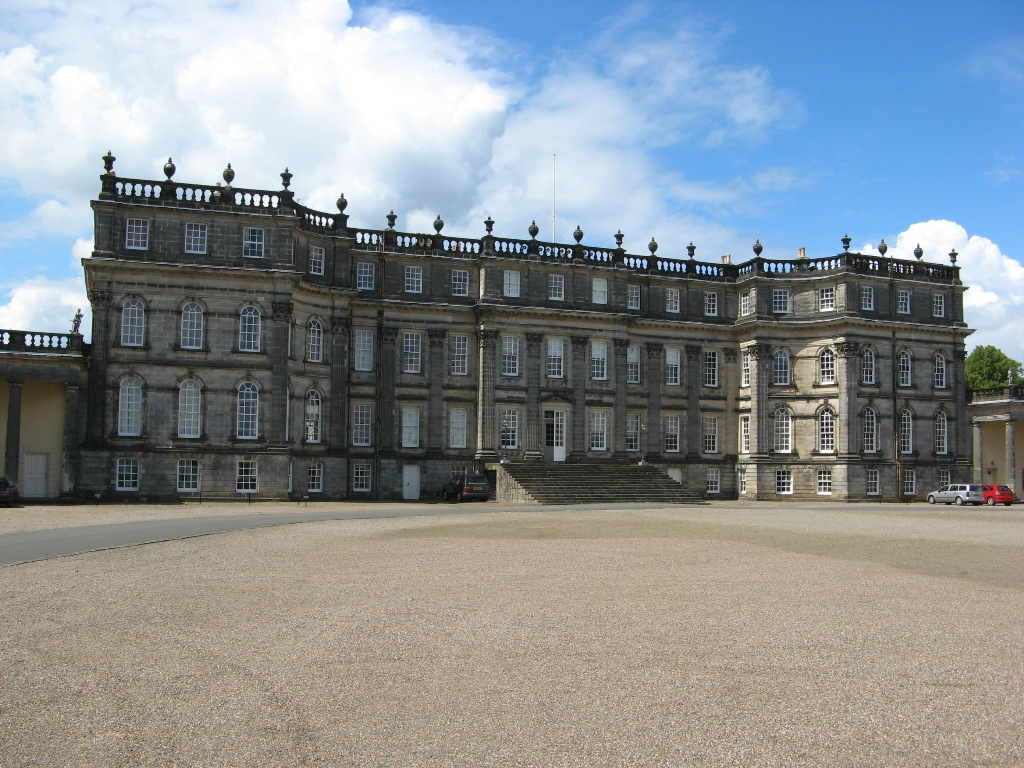
Хоуптон-хаус
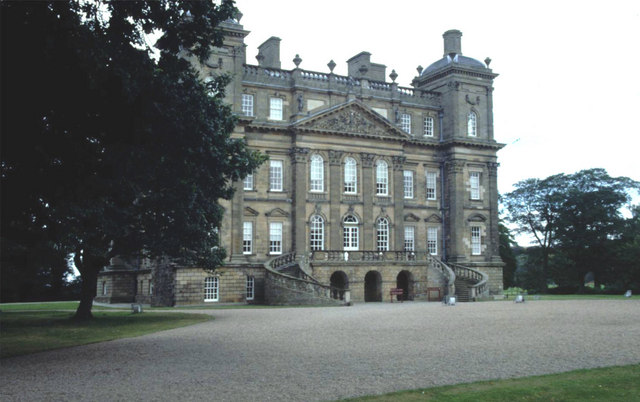
Дафф-хаус
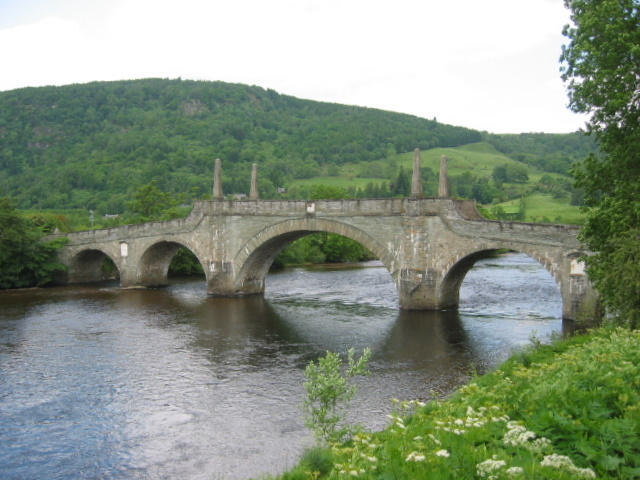
Мост на р. Тей. Аберфелди